# Maule (região)
| VII Región del Maule                                       |                                                 |
|                                                            |                                                 |
| Brasão                                                     | Bandeira                                        |
| Localização no Chile                                       |                                                 |
| Localização da Maule (região)                              |                                                 |
| Dados                                                      |                                                 |
| Capital • População • Coordenadas                          | Talca 189.505 (2002) 35°25′36′′S, 71°39′78″O    |
| Intendente • Províncias                                    | Alexis Sepúlveda Curicó Talca Linares Cauquenes |
| Superfície • Total • % nacional • % agua Fronteiras Costas | 9º posição 30.269,1 km² n/d                     |
| População • Total • Densidade                              | 4º posição 975.244 (est. 2006) 32,22 hab./km²   |
| PIB (PPC) • Total • PIB per capita                         | US$ 6.754 milhões (3,97%) US$ 6.925             |
| Congressistas • Senado • Câmara dos Dep.                   | 4 senadores 10 deputados                        |
| Códigos telefônicos                                        | +56-71, +56-73, +56-75                          |
| Código ISO                                                 | CL-ML                                           |
| Governo Regional del Maule                                 |                                                 |

Maule   é uma das dezesseis regiões em que se divide o Chile. Sua capital e cidade mais populosa é Talca, cidade localizada no centro da região. Na parte central do país, se limita ao norte com O'Higgins, a leste com as províncias argentinas Mendoza e Neuquén, ao sul com Ñuble e a oeste com o oceano Pacífico. Com mais de 1 milhão de habitantes em 2017, é a quarta região mais povoada do Chile, atrás de Santiago, Valparaíso e Biobío.
É composta por 4 províncias: Caquenes, Curicó, Linares e Talca. No dia 30 de julho de celebra o "Dia da Região de Maule".

## Divisão político-administrativa da Região de Maule
A Região de Maule, para efeitos de governo e administração interior, se divide em 4 províncias:
| Província | Área em km² | População | Capital   |
| --------- | ----------- | --------- | --------- |
| Curicó    | 7 287,4     | 288 880   | Curicó    |
| Talca     | 9 931,1     | 412 769   | Talca     |
| Linares   | 10 071,7    | 286 361   | Linares   |
| Cauquenes | 3 025,5     | 56 940    | Cauquenes |

Para fins de administração local, as províncias estão divididas em 30 comunas.
|           |           |                             |
| Província | Capital   | Comuna                      |
| Cauquenes | Cauquenes | 1 Cauquenes                 |
|           |           | 2 Chanco                    |
|           |           | 3 Pelluhue                  |
| Curicó    | Curicó    | 4 Curicó                    |
|           |           | 5 Hualañé                   |
|           |           | 6 Licantén                  |
|           |           | 7 Molina                    |
|           |           | 8 Rauco                     |
|           |           | 9 Romeral                   |
|           |           | 10 Sagrada Familia          |
|           |           | 11 Teno                     |
|           |           | 12 Vichuquén                |
| Linares   | Linares   | 13 Colbún                   |
|           |           | 14 Linares                  |
|           |           | 15 Longaví                  |
|           |           | 16 Parral                   |
|           |           | 17 Retiro                   |
|           |           | 18 San Javier de Loncomilla |
|           |           | 19 Villa Alegre             |
|           |           | 20 Yerbas Buenas            |
| Talca     | Talca     | 21 Constitución             |
|           |           | 22 Curepto                  |
|           |           | 23 Empedrado                |
|           |           | 24 Maule                    |
|           |           | 25 Pelarco                  |
|           |           | 26 Pencahue                 |
|           |           | 27 Río Claro                |
|           |           | 28 San Clemente             |
|           |           | 29 San Rafael               |
|           |           | 30 Talca                    |